# Thomas der alte Stadtschreiber
Thomas der alte Stadtschreiber (Thomas Statschriber) war ein im 15. Jahrhundert lebender Dresdner Beamter, Ratsherr und Bürgermeister.

## Leben
Über seine Herkunft und Ausbildung ist nichts bekannt, da Thomas stets nur mit seinem Vornamen und seiner Tätigkeitsbezeichnung in den Urkunden erwähnt ist. Von 1396 bis 1412 war er als Nachfolger Petir Berners der zweite namentlich bekannte Stadtschreiber von Dresden. In dieser Funktion oblag ihm die Führung der Ratsakten und die Erstellung von Urkunden und anderer Dokumente. Aus Thomas’ Amtszeit als Stadtschreiber stammt auch das älteste noch erhaltene Dresdner Stadtbuch von 1404, in welchem wichtige Ereignisse und Verträge schriftlich festgehalten wurden.
1413 gab Thomas sein Amt auf und wechselte in den Rat, wo er im gleichen Jahr erstmals zum Bürgermeister ernannt wurde. In der Folgezeit taucht er regelmäßig als Mitglied des Rates auf und hatte 1425 das Amt des Zinsherrn inne. Dieser war für die Einziehung der der Stadt zustehenden Erb- und Kapitalzinsen und anderer Abgaben zuständig. Außerdem oblag ihm die Verwaltung der städtischen Getreidevorräte und die Aufsicht über die Harnischkammer, in der Waffen und Rüstungen verstorbener Bürger aufbewahrt wurden. 1429 wurde Thomas erneut Bürgermeister. Die letzte Erwähnung als Mitglied des Rates stammt von 1432.